# Бројаница (албум)
Бројаница је четрнаести студијски албум певачице Ане Бекуте. Објављен је 2005. године у издању Гранд продукције.

## Песме на албуму
| Р.бр. | Песма            | Музика           | Текст            | Аранжман            |
| ----- | ---------------- | ---------------- | ---------------- | ------------------- |
| 1.    | Бројаница        | Саша Поповић     | Саша Милошевић   | Доријан Шетина      |
| 2.    | Откуд баш ти     | Бане Опачић      | Бане Опачић      | Доријан Шетина      |
| 3.    | Време је         | Саша Поповић     | Марина Туцаковић | Доријан Шетина      |
| 4.    | Ако га видите    | Бане Опачић      | Бане Опачић      | Доријан Шетина      |
| 5.    | Гост             | Бане Опачић      | Бане Опачић      | Доријан Шетина      |
| 6.    | Чујем            | Саша Поповић     | Саша Милошевић   | Растко Аксентијевић |
| 7.    | На твоју милост  | Бане Опачић      | Бане Опачић      | Доријан Шетина      |
| 8.    | Сачувај ми место | Зоран Марјановић | Саша Милошевић   | Растко Аксентијевић |